# BT Group
Die BT Group oder British Telecommunications, kurz BT, ist ein britisches Telekommunikationsunternehmen. Die BT Group ist die Holding des Konzerns und beschäftigt nur seinen Vorstand, während die deckungsgleiche British Telecommunications plc weiterhin sein gesamtes Geschäft und Vermögen umfasst.

## Geschichte

Historisches Logo, in Verwendung von 1991 bis 2003

Historisches Logo, in Verwendung 2019

Gegründet als The Electric Telegraph Company im Jahre 1846, ist es das weltweit älteste Unternehmen auf diesem Gebiet. Die ehemals staatliche Telefongesellschaft wurde unter Margaret Thatcher 1984 durch den „Telecommunication Act 1984“ privatisiert.
BT ist ein Anbieter für Kommunikationslösungen und -services und in 180 Ländern vertreten. Die Geschäftsaktivitäten konzentrieren sich auf Netzwerk- und IT-Services; regionale, nationale und internationale Telekommunikations-Services; Breitband- und Internet-Produkte bzw. Dienste sowie konvergente Produkte und Services, die Festnetz und Mobilfunk verbinden. Für die BT Group arbeiten weltweit rund 105.800 Mitarbeiter (VZÄ).
In dem zum 31. März 2018 beendeten Geschäftsjahr belief sich der Umsatz der BT Group auf 23,723 Mrd. Pfund Sterling.
Anfang 2015 vereinbarten die Deutsche Telekom und die französische Orange den Verkauf ihres britischen Gemeinschaftsunternehmens Everything Everywhere Ltd. oder abgekürzt EE an die BT Group. Die Genehmigung der Wettbewerbsbehörden hierfür wurde im Januar 2016 ohne Auflagen erteilt. Seither hält die Deutsche Telekom 12 % an der BT Group und ist damit der größte Ankeraktionär. Die neue Tochter ist auch weiterhin der größte Mobilfunkanbieter im Vereinigten Königreich. Nach der Übernahme wurde die schon bekannte Abkürzung zum neuen Firmennamen EE Limited.

## Struktur

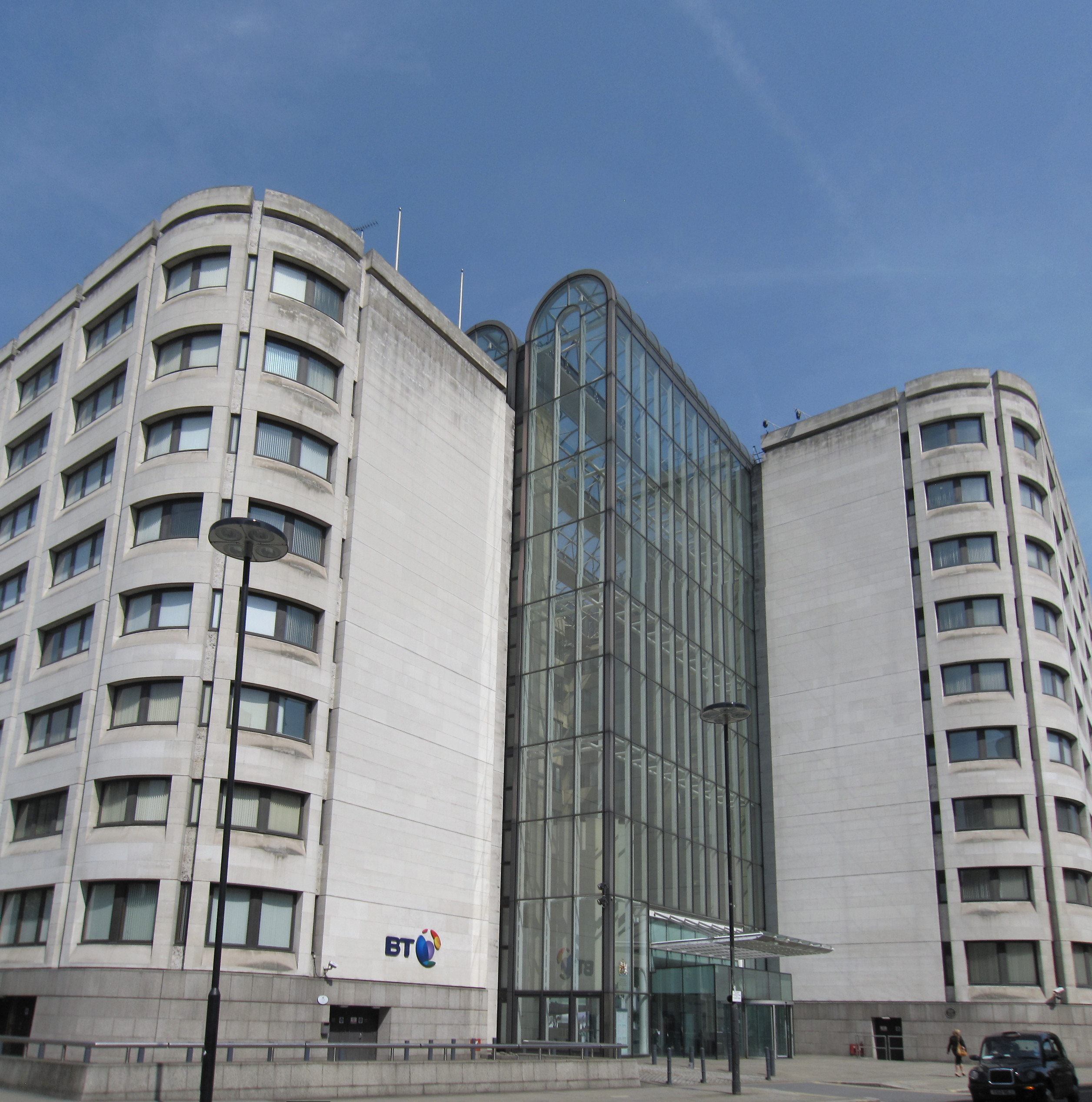
Das BT Centre, Hauptquartier in London

Zur BT-Unternehmensgruppe gehören im Wesentlichen:
- Global Services: Lösungen und Dienste für große Geschäftskunden, international tätig (vormals BT Ignite)
- Consumer: Telefon- und Internetdienstleistungen (Festnetz und mobil) für Endnutzer in Großbritannien
- Enterprise: Telefon- und Internetdienstleistungen sowie IT-Services für kleine und mittlere Unternehmen sowie öffentliche Einrichtungen in Großbritannien
- Openreach: Netzwerkinfrastruktur, Vorleistungen für BT und andere Netzbetreiber in Großbritannien

In einem im März 2014 publizierten Ranking stuft Gartner BT bereits zum zehnten Mal als marktführendes Unternehmen („Leader“) im Bereich „Global Network Service Providers“ ein.

## BT in Deutschland, Österreich und der Schweiz
In Deutschland ist BT heute vertreten durch BT Germany mit Hauptsitz in München, die dem Geschäftszweig „Global“ angehört. BT (Germany) GmbH & Co. OHG ist hervorgegangen aus der vormaligen Viag Interkom, ehemals ein Joint-Venture von BT, VIAG und der norwegischen Telenor. Im Jahr 2002 wurde Viag Interkom aufgespalten in eine Festnetzsparte (die heutige BT Germany) und eine Mobilfunksparte, die Anfang 2006 von der spanischen Telefónica übernommen wurde und heute unter Telefónica Germany (Marke: o2) firmiert.
BT konzentriert sich in Deutschland hauptsächlich auf große, multinationale Unternehmen, und bietet diesen Netzwerk- und Kommunikationslösungen an. Zahlreiche DAX-Unternehmen gehören zu den Kunden, die häufig über mehrere Kontinente hinweg betreut werden. BT ist außerdem ein führender Anbieter von Services für die IT-Sicherheit von Unternehmen.
In Österreich ist BT durch die BT Austria GmbH mit Sitz in Wien vertreten, die zu BT Germany gehört.
In der Schweiz firmiert BT unter BT Switzerland Ltd., mit Hauptsitz in Wallisellen bei Zürich und Niederlassungen in Bern, Basel und Genf.